# ماريز باين
ماريز باين (مواليد 29 يوليو 1964) هي سياسية أسترالية شغلت عدة مناصب من ضمنها وزيرة الخارجية في حكومة سكوت موريسون من 2018 حتى 2022 قبل ذلك تولت منصب وزيرة الدفاع من سبتمبر 2015 حتى أغسطس 2018.